# Amyris elemifera
Amyris elemifera là một loài thực vật có hoa trong họ Cửu lý hương. Loài này được L. mô tả khoa học đầu tiên năm 1759.

## Hình ảnh

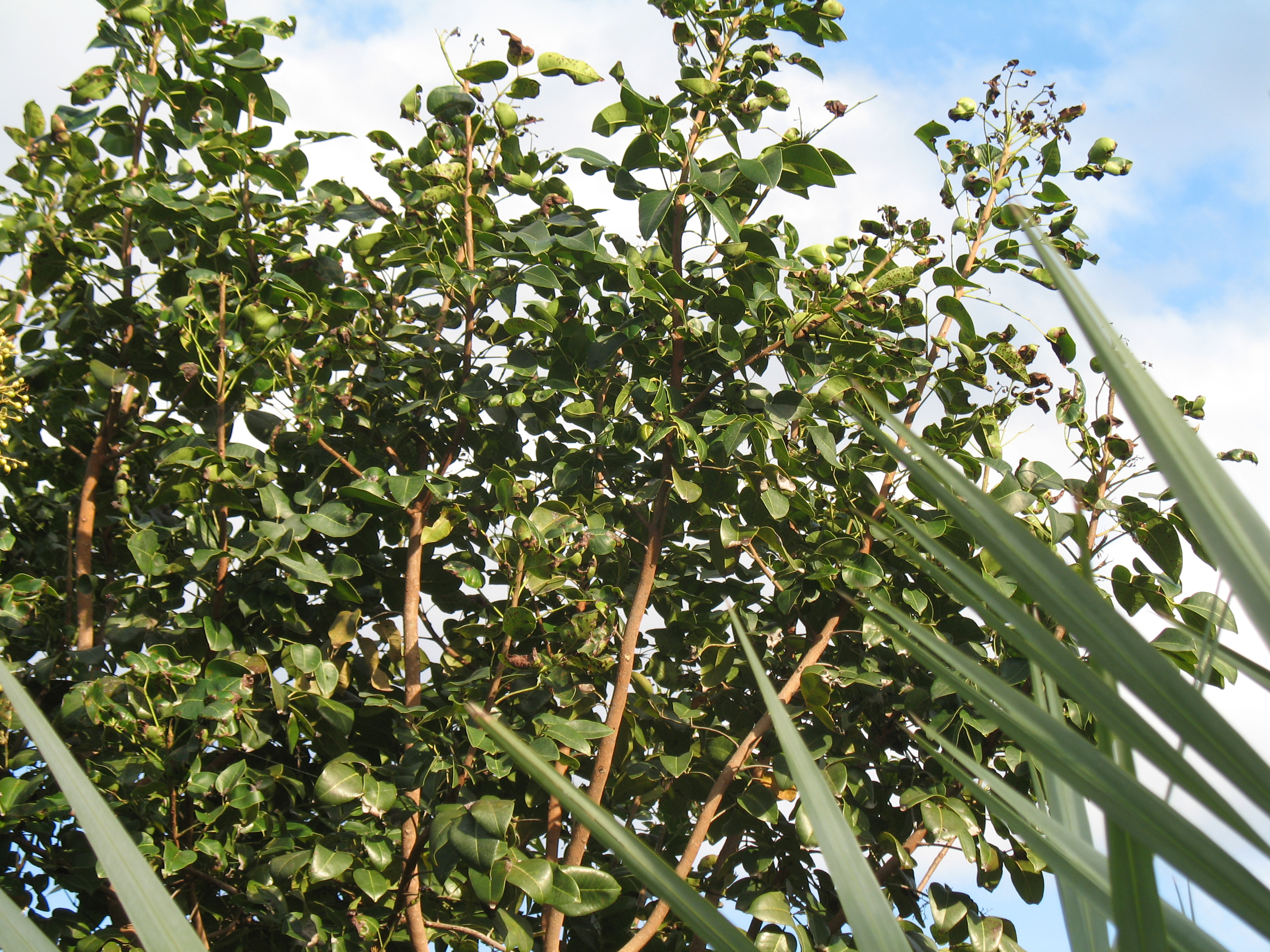